# Polyphylla annamensis
Polyphylla annamensis är en skalbaggsart som beskrevs av Edmond Jean-Baptiste Fleutiaux 1887. Polyphylla annamensis ingår i släktet Polyphylla och familjen Melolonthidae. Inga underarter finns listade i Catalogue of Life.